# Beema 2
Beema 2 (ros. Бумер. Фильм второй, Bumier: Film wtoroj) – rosyjski dramat kryminalno-sensacyjny z 2006 roku w reżyserii Piotra Busłowa. 
Kontynuacja cieszącego się powodzeniem filmu Beema (2003). Zdjęcia kręcono w Iwantiejewce (obwód moskiewski).

## Obsada
- Aleksandr Gołubiew jako Kola
- Andriej Mierzlikin jako Dimon 'The Scalded'
- Nikołaj Olalin jako Dziadek Ilya
- Aleksandr Curkan jako Ojciec Oksany
- Swietłana Ustinowa jako Dashka
- Fieliks Antipow jako Wujek Misza
- Władimir Wdowiczenkow jako Kostyan 'The Cat'

## Nagrody i nominacje
MTV Movie Awards, Rosja 2007
- Najlepszy film (nominacja)
- Najlepszy aktor (Władimir Wdowiczenkow, nominacja)
- Najlepsza aktorka (Swietłana Ustinowa, nominacja)